# Stella Monsalve
Stella Monsalve Gaitán (Nemocón, 24 de marzo de 1928 - Bogotá, 5 de septiembre de 2007), más conocida como la caza-fantasmas de la Candelaria, fue una abogada y activista sociopolítica hija de Lucila Gaitán Acosta (Pacho, Cundinamarca) y José León Monsalve (Santo Domingo, Antioquia) funcionario del Banco de la República y hermano del senador Diego Monsalve Salazar. Se convirtió en un ícono de Bogotá por su constante lucha por la preservación del patrimonio cultural de la ciudad, y por ser la guía turística de mayor edad en el barrio la Candelaria.
Desempeñó cargos públicos como el de concejala de Guatavita, secretaria del alcalde de Bogotá Fernando Mazuera Villegas, jueza de ejecución fiscal  de la Alcaldía Mayor de Bogotá, y en sus últimos años se dedicó a ofrecer servicios como guía turística en la Fundación Gilberto Alzate Avendaño, a aquellos interesados en conocer sobre los fantasmas escondidos en la viejas casonas del barrio la Candelaria. Entre sus historias favoritas se encontraban la del fantasma de José Raimundo Russi, el fantasma de la casaca verde y el de la mula herrada.
A la edad de 19 años, ingresó al colegio internado Ateneo Femenino y recibió su diploma de bachiller el 24 de diciembre de 1947, de mano del entonces ministro de educación Joaquín Estrada Monsalve. Luego, estudió derecho en la Universidad Pontificia Javeriana junto a otras cinco mujeres, pero un año más tarde decidió terminar sus estudios en la Universidad Externado de Colombia, convirtiéndose en la única mujer entre más de 80 hombres. Finalmente, recibió su título de abogada en 1952 y en ese mismo año se dedicó a profundizar en temas relacionados con la historia de Bogotá.
Desde entonces se dedicó a luchar por los derechos de las mujeres y fue ella misma una de las primeras mujeres en sufragar en todo el país. “En el año 1954, entramos a las barras del senado 300 mujeres para escuchar, por fin, nuestro gran deseo: se leyó el acto legislativo número 3 que dio la ciudadanía plena a las mujeres, y apenas tuve la oportunidad, fui de las primeras mujeres que me acerqué a las urnas a ejercer mi derecho al voto”
En el año 2007, a sus 79 años, fue arrollada por un vehículo cerca a su residencia y fue internada en el Hospital Santa Clara de Bogotá, de allí fue traslada a un hogar para adultos mayores en Peldar, Cundinamarca, donde falleció meses después.